# Dulce Granados
Isabel Beatriz Visconti de Granados (nació el 14 de septiembre de 1958), más conocida como Dulce Granados es una política argentina.
Desde el 2017 es la presidenta del Honorable Concejo Deliberante de Ezeiza.
Fue Diputada Nacional durante el período 1993-2001.
Secretaria de Desarrollo Social en el Municipio de Ezeiza 2001- 2004 Diputada Provincial por la Tercera Sección Electoral desde 2005 hasta 2009.
Regresó al Congreso Nacional en el año 2009 renovó su banca hasta el año 2017.
El 10 de diciembre del 2017, encabeza y gana las elecciones con la Lista Frente de Todos.
Presidenta del Honorable Concejo Deliberante de Ezeiza. 
Su papá es un reconocido Artista Internacional (Fundador del Dúo Los Visconti) Nacido en Coronel Dorrego Pcia de Bs As,criado en Bahia Blanca,Arnaldo Abel Visconti,más conocido como "Abelito" Intérprete, Autor y Compositor, famoso por recorrer el mundo llevando la música argentina a todos los rincones del mundo. "Andate" , "Y no es que arrepienta", "Bahía Blanca" , "Tierra Misionera" , "Bolivia  sin Mar", "Paisaje Colombiano" entre otros.
Su mamá, Argentina Tricarico de Visconti. 
Sus hermanos (su melliza) Graciela Ines Visconti y Abel Daniel Visconti, el menor. 
Con una visión innovadora durante su mandato como Diputada Provincial, creó la LA UNIVERSIDAD PROVINCIAL DE EZEIZA 
pensó, ideó y concretó la misma,bajo la ley 14006  el 8 de noviembre de 2011, junto a la entonces Presidenta Dra. Cristina Fernández de Kirchner inauguró la Universidad Aeroportuaria de Ezeiza, en el Barrio Justicialista número 1 , contiguo a la estación aérea internacional. 
El edificio donde fue emplazada la Universidad Provincial de Ezeiza, es un edificio restaurado en el que en el año 1952 funcionaba la Escuela de Enfermería Eva Perón. "Debemos seguir levantando el crecimiento, la demanda agregada, la industrialización del país, el valor agregado y la educación, como ejes del desarrollo económico y social”, enfatizó la entonces jefa de Estado Cristina Fernández de Kirchner.
En la Actualidad,la Universidad Provincial de Ezeiza se encuentra camino a ser nacionalizada a la brevedad. 
Dulce Granados creó la Secretaría de la Mujer de Ezeiza, a través de la ordenanza del HCDE 1020/CD/2020 aprobada por unanimidad, mediante una sesión extraordinaria del Concejo Deliberante que contó con la presencia de la ministra Lic. Estela Díaz, titular del Ministerio de las Mujeres, Políticas de Género y Diversidad Sexual, de la Pcia. de Bs As el 16 de noviembre de 2020. Ezeiza es uno de los nueve municipios del conurbano bonaerense que actualmente cuenta con Secretaría de Género y Diversidad.
La creación de Los Espacios de Género, una innovación en el Distrito de Ezeiza, emanan de la Ordenanza nro. 4282/2021 cuyo proyecto presentó y promovió la nuevamente reelegida en 2020 Presidenta del Honorable Concejo Deliberante Dulce Granados.
Dichos Espacios de Género están destinados a brindar ayuda y acompañamiento a las personas en situación de vulnerabilidad y  violencia, quienes reciben orientación y ayuda en lo referido a violencia de género y los recursos con los que cuenta el distrito para poder asistirlas. 
Actualmente integra la lista del Partido Justicialista de la Provincia de Buenos Aires como autoridad partidaria, por la Tercera Sección Electoral.
Fue elegida en el año 2020 nuevamente como Concejal del partido de Ezeiza y Presidenta el Honorable Concejo Deliberante de Ezeiza.

## Cargos

### Poder Legislativo
- Diputada de la Nación Argentina- Mandato  1993 - 1997
- Diputada de la Nación Argentina - Mandato 1997 - 2001
- Diputada de la Provincia de Buenos Aires- Mandato 2005 - 2009
- Diputada de la Nación Argentina- Mandato 2009 - 2013
- Diputada de la Nación Argentina - Mandato 2013 - 2017

### Poder Ejecutivo
- Secretaría de Desarrollo Social de la Municipalidad de Ezeiza

### Partidarios
- Actualmente tiene a su cargo la Vicepresidencia del Partido Justicialista de Ezeiza
- Es Congresal Nacional del Partido Justicialista.
- Además, Congresal Provincial del Partido Justicialista.
- Tuvo a su cargo la Secretaría de la Mujer del Partido Justicialista de la Provincia de Buenos Aires.
- Fue Secretaria de Actas del Partido Justicialista de la Provincia de Buenos Aires.
- Actualmente se desempeña como Consejera del Partido Justicialista de la Pcia. de Buenos Aires